# Майкл Вудрафф
Сер Майкл Френсіс Аддісон Вудрафф (3 квітня 1911 — 10 березня 2001) — англійський хірург і науковець, який відомий здебільшого завдяки своїм дослідженням в галузі пересаджування органів. Вудрафф народився в Лондоні, а юність провів у Австралії, де і здобув наукові ступені з електротехніки та медицини. По завершенню навчання, незабаром після початку Другої світової війни, він приєднався до медичного корпусу австралійської армії, але невдовзі був узятий до полону японськими військовими й ув'язнений до табору військовополонених у Чангі. Перебуваючи в ув'язненні, Вудрафф винайшов спосіб витягування поживних речовин із сільськогосподарських відходів, з метою запобігання недоїдання серед військовополонених.
Наприкінці війни Вудрафф повернуся до Англії та розпочав свою довгу кар'єру академічного хірурга, поєднуючи практичну та дослідницьку діяльність. Вудрафф найпаче вивчав теми бракування трансплантату й імуносупресію. Його доробок у галузі трансплантаційної біології дозволив Вудраффу 30 жовтня 1960 року виконати першу в Об'єднаному королівстві операцію з пересадження нирки. За цей та інші внески до науки 1968 року Вудрафф був обраний членом Королівського товариства, а відтак 1969 року здобув титул лицаря-бакалавра. 1976 року, по завершенню кар'єри хірурга, Вудрафф залишився активною постаттю в науковій спільноті, працюючи в царині дослідження злоякісних пухлин і допомагаючи різноманітним науковим і медичним організаціям. Майкл Вудрафф помер 10 березня 2001 року у 89-річному віці.

## Юність
Майкл Вудрафф народився 3 квітня 1911 року в Мілл-Гілл, що в Лондоні. 1913 року його батько Гарольд Вудрафф, професор ветеринарії Лондонського Королівського ветеринарного коледжу разом із родиною переїхав до Австралії, де посів посаду професора ветеринарної патології та директора Ветеринарного інституту при Університеті Мельбурна. Згодом його батько здобув посаду професора бактеріології. Нове життя родини в Австралії перервав початок Першої світової війни, що заохотив Гарольда вступити до збройних сил, де він став офіцером ветеринарного корпусу австралійської армії та був скерований на службу в Єгипті.